# Brachypteroma holtzi
Brachypteroma holtzi är en skalbaggsart som beskrevs av Maurice Pic 1905. Brachypteroma holtzi ingår i släktet Brachypteroma och familjen långhorningar. Inga underarter finns listade.